# Nicolás Fassino
Nicolás Alberto Fassino (Devoto, Provincia de Córdoba, Argentina; 29 de noviembre de 1991) es un futbolista argentino. Juega como mediocampista central y su primer equipo fue Sportivo Belgrano. Actualmente milita en Crucero del Norte del Torneo Federal A.

## Clubes
| Club                                       | País      | Año             |
| ------------------------------------------ | --------- | --------------- |
| Sociedad Sportiva Devoto                   | Argentina | 2011-2012       |
| Sportivo Belgrano                          | Argentina | 2013-2014       |
| Sportivo Patria de Formosa                 | Argentina | 2014            |
| Santamarina de Tandil                      | Argentina | 2015            |
| San Martín de Mendoza                      | Argentina | 2016            |
| Alvarado de Mar del Plata                  | Argentina | 2016-2017       |
| Sportivo Patria de Formosa                 | Argentina | 2017-2018       |
| Sociedad Sportiva Devoto                   | Argentina | 2018            |
| Racing de Olavarría                        | Argentina | 2019            |
| Crucero del Norte                          | Argentina | 2019-2020       |
| Club Atlético Racing                       | Argentina | 2020-2022       |
| Club Atlético Sansinena Social y Deportivo | Argentina | 2022            |
| Sportivo Atlético Club                     | Argentina | 2022-2023       |
| Crucero del Norte                          | Argentina | 2023-Actualidad |

## Palmarés
| Título                  | Club              | País      | Año  |
| ----------------------- | ----------------- | --------- | ---- |
| Ascenso a la B Nacional | Sportivo Belgrano | Argentina | 2013 |